# أويغن فون كنيلينغ
أويغن ريتر فون كنيلينغ (بالألمانية: Eugen Ritter von Knilling) (1 أغسطس 1856 - 20 أكتوبر 1927 في ميونيخ) كان سياسي ألماني من حزب الشعب البافاري شغل منصب رئيس وزراء ولاية بافاريا من 1922 إلى 1924.